# Du lilla skara, som är på resa
Du lilla skara, som är på resa är en psalmtext av Joël Blomqvist. Diktad i juli 1876 och publicerad i nummer 41/1876 av tidskriften Sanningsvittnet. Psalmen har fem 4-radiga verser.
Blomqvist komponerade också melodin, som ska sjungas innerligt och ej fort (3/4-dels takt).

## Publicerad i
- Sionstoner 1889 nr 331.
- Sionstoner 1935 nummer 637 under rubriken "Pilgrims- och hemlandssånger".
- Sions Sånger 1951 nummer 29.
- Sions Sånger 1981 nummer 49 under rubriken "Församlingen".